# Desinfetante

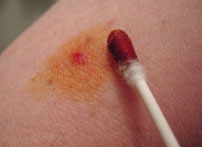

Desinfetantes são substâncias que são aplicadas em superfícies não vivas para destruir os microrganismos que vivem nesses objetos. A desinfecção não mata, necessariamente, todos os microrganismos, em especial as formas esporuladas de bactérias; sendo menos eficaz que a esterilização, que é um processo extremo químico ou físico que mata todos os tipos de vida. Os desinfetantes são diferentes de outros agentes antimicrobianos como os antibióticos, que destroem micro-organismos dentro do corpo, e antissépticos, que destroem micro-organismos em tecidos vivos. Desinfetantes também são diferentes de biocidas — sendo este último com o propósito de destruir todas as formas de vida, não apenas micro-organismos.
Os desinfetantes funcionam através da destruição da parede celular do micro-organismo ou por interferência em seu metabolismo.
A assepsia é o conjunto de medidas que permitem manter um ser vivo ou um meio inerte isento de bactérias. A antissepsia refere-se à desinfecção de tecidos vivos com antissépticos.

## Generalidade

### Desinfetante ideal
O desinfetante ideal deve ser capaz de destruir a forma vegetativa de todos os microrganismos patogênicos, requerer tempo limitado de exposição e ser eficaz em temperatura ambiente, não corrosivo, atóxico para seres humanos e de baixo custo. Devido às semelhanças na composição química e metabolismo entre os seres humanos e microrganismos, é pouco provável alcançar este ideal. Na prática, o uso correto dos desinfetantes químicos disponíveis irá pelo menos reduzir o número de microrganismos patogênicos viáveis presentes em superfícies para níveis que permitam a prevenção de infecções pelos mecanismos de defesa naturais do indivíduo sadio.

### Princípios gerais para uso dos produtos químicos
São validos para esterilização:
1. É necessário manter-se a concentração original do produto mantendo-se o reservatório sempre fechado para diminuirmos a evaporação e enxugando-se os instrumentos para não haver diluição do produto;
2. Deve-se evitar alteração do pH enxaguando-se bem para não haver contaminação com sabões e detergentes;
3. Uma temperatura mais elevada pode acelerar a ação do produto, mas o excesso pode inativá-lo;
4. O instrumento deve ser totalmente imerso no produto. O contato completo é necessário;
5. O tempo de atuação e de reutilização e a durabilidade depende de cada produto;
6. O profissional deve seguir as instruções do fabricante e este não deve falhar em instruir corretamente o seu consumidor.

### Regulamentação
Os desinfetantes encontram-se sob regulamentação da Environmental Protection Agency (EPA) e, portanto, estão sujeitos às regras desse órgão para a demostração de eficácia e uso no trabalho. Como se destinam a aplicação em tecidos vivos, os antissépticos encontram-se sob o controle da Food and Drug Administration (FDA) no que concerne à sua eficácia e uso clínico.

### Escolha do desinfetante
A escolha deve ser feita cuidadosamente. Dependendo da natureza do produto agem:
- Sobre a membrana citoplasmática, ex: Clorexidina;
- Fixação da membrana citoplasmática, ex: Formaldeído e glutaraldeído;
- Oxidação dos constituintes celulares, ex: cloro (hipocloritos) e iodo (iodóforos).

Um desinfetante não deve ser usado quando se pode usar um esterilizante. Existem várias razões para isto, entre elas: a esterilização com soluções químicas não pode ser monitorada biologicamente, os instrumentos assim tratados devem ser manuseados assepticamente, enxaguados com água estéril e secados com toalhas estéreis e os instrumentos, por não estarem embalados, devem ser usados imediatamente ou serem colocados num receptáculo estéril.

## Classificação
Antes de tudo, o profissional não deve ser levado pelas informações exageradas e/ou errôneas de alguns fabricantes. O profissional deve conhecer bem as propriedades e indicações dos produtos, pois poderá até ser responsabilizado, sob acusação de imperícia, pelo uso incorreto deles.
Sob o ponto de vista de resistência à ação dos desinfetantes temos a classificação de Spaulding que elenca, em forma decrescente:
- os esporos bacterianos;
- o Mycobacterium tuberculosis (que é um nível de referência);
- os vírus pequenos não lipídicos;
- os fungos;
- os vírus lipídicos de tamanho médio e, finalmente;
- as bactérias vegetativas.

O M. tuberculosis é mais resistente aos desinfetantes químicos que qualquer outra bactéria não esporulante. As micobactérias não tuberculosas, especialmente o M. avis e M. intracellurare, são mais resistentes ainda e requerem um maior tempo de atuação. A presença destas é ubíqua na água, inclusive na água morna e um crescente número de pacientes com AIDS apresenta infecção com estes microrganismos.
| Endosporos bacterianos       | ↓ Resistência |
| M. tuberculosis              | ↓             |
| Vírus pequenos não lipídicos | ↓             |
| Fungos                       | ↓             |
| vírus lipídicos médio        | ↓             |
| bactérias vegetativas        | ↓             |

### Desinfetante de alto nível
Possuem a capacidade de inativar esporos bacterianos resistentes.

### Desinfetante de nível intermediário
Devem ser tuberculicida, mas não agem contra todos os esporos.

### Desinfetante de nível baixo
Atuam contra microrganismos vegetativos, não são tuberculicidas, não agem contra esporos, têm atividade irregular contra fungos, atuam contra vírus lipídicos e de tamanho médio, mas não contra os lipídios de tamanho pequeno.

## Agentes
| Agente           | Atividade | Desvantagens |
| ---------------- | --- | --- |
| Dióxido de cloro | Rápida atividade de desinfecção; pode ser utilizado para esterilização com exposição de seis horas | Corrosivo; redução acentuada de sua atividade na presença de restos protéicos e orgânicos; requer boa ventilação |
| fenois           | Atividade antimicrobiana de amplo espectro; eficazes na presença de detergentes | Podem degradar plásticos; irritantes para a pele e os olhos; inativados pela água dura e detritos orgânicos      |
| Glutaraldeído    | Como preparação de imersão a 2% a 3,2%, possui ativiadade antimicrobiana de alto espectro; esporicida depois de 10 horas de contato; vida útil prolongada; solução a 0,25% empregada como desinfetante de superfície | Muito irritante para a pele e mucosas; alergênico com exposição repetida                                         |
| Hipoclorito      | Ação rápida, bactericida de amplo espectro, esporicida, desinfetante virucida | Irritante para a pele; corrosivo; pode degradar alguns plásticos                                                 |
| Iodóforos        | Ação rápida. desinfetante bactericida de amplo espectro; permanece uma atividade antimicrobiana residual sobre a superfície após secagem                                                                             | corrosivo para alguns metais; podem colorir algumas superfícies; inativadas pela água dura                       |

### Halogênios e substância liberadoras de halogênios
Os halogênios e as substância liberadas de halogênios constituem alguns dos mais eficazes agentes microbianos utilizados para a desinfecção e antissepsia. Seu principal modo de ação parece depender da reação covalente do halogênio com sistemas enzimáticos-chave.

### Fenóis e substâncias relacionadas
Sir Joseph Lister introduziu o fenol como desinfetante cirúrgico em meados da década de 1800, porém sua natureza irritante e tóxica levou à sua substituição por varias substâncias fenólicas substituídas. Estas substituição acentuaram o efeito antimicrobiano do fenol, sem aumentar significativamente a sua toxidade nos seres humanos.

### Clorexidina
A clorexidina foi aprovada para o uso em escovas cirúrgicas em meados de 70, e como colutório a 0,12%, no final da década de 80. Para lavagem cirúrgica, as soluções de clorexidina a 4% são de ação rápida como os iodóforos e possuem a substantividade do hexaclorefeno. A clorexidina é altamente eficaz contra os microrganismos Gram-positivos, enquanto exibe menor eficácia contra os microrganismos Gram-negativos e mostra-se ineficaz contra os bacilos da tuberculose, esporos e numerosos vírus.
Na Europa, foram utilizados soluções de clorexidina a 0,2% como colutórios orais desde a década de 80. A eficácia da clorexidina nos colutórios resulta principalmente de sua substantividade. A natureza catiônica da clorexidina permite a sua ligação a tecidos duros e moles na cavidade bucal; a seguir, é liberada com o decorrer do tempo, produzindo um efeito bacteriostático contínuo. Foi demostrada a eficácia dessas soluções, quando utilizadas duas vezes ao dia, na redução da formação da placa e gengivite. Os principais efeitos colaterais consistem na pigmentação dos dentes, aumento da formação de cálculos e alteração do paladar. Dois colutórios de clorexidina a 0,12% foram aprovados pela FDA (Food and Drug Administration), sendo tão eficazes clinicamente quanto a solução mais forte a 0,2%, porém com uma redução significativa na incidência de efeitos colaterais.

### Metais pesados
Os metais pesados, em particular os mercuriais e compostos de prata possuem uma longa história como agentes antimicrobianos. Os mercuriais orgânicos ainda são utilizados em alguns países como fumigantes, mas foram substituídos pro substâncias mais eficazes e menos tóxicas na Medicina e na Odontologia.

### Aldeídos
O glutaraldeído (1,5 pentanodial) foi inicialmente proposto como agente antimicrobiano no início da década de 60 então, tem sido amplamente utilizado na Odontologia e Medicina como desinfetante de imersão.

### Alcoóis
Os alcoóis, em particular o etanol e isopropanol, foram utilizados durante muitos anos como agentes antimicrobianos e como transportadores para outros antimicrobianos insolúveis em água, como o iodo e fenóis. Devido a seu baixo custo, evaporação rápida e ausência de resíduo, mostram-se úteis para a desinfecção de objetos inanimados.

### Glutaraldeído
Este produto foi aprovado pela Environmental Protection Agency dos EUA. Seu uso foi preconizado inicialmente em 1962, depois de estudos de Pepper & Lieberman.
Suas soluções aquosas inativadas têm pH de 3,7 a 4,5. A solução inativada é fornecida em pH ácido e se mantém estável no armazenamento. Neste caso não é esporicida. As soluções ditas potencializadas ou ativadas, a solução sofre polimerização gradual e perde sua atividade em aproximadamente 30 dias. A solução potencializada utiliza como potencializador e estabilizador uma mistura isométrica de alcoóis lineares etoxilados.

## Desinfetantes dapelee dasmucosas(antissépticos)
A sua concentração não pode ser tóxica para as células. São exemplos o álcool etílico (70º), peróxido de hidrogênio (10 volumes), eosina (para Gram-positivos), permanganato de potássio, hipoclorito de sódio (0,48%) e iodopovidona (derivado do iodo, altamente eficaz, excepto no caso da hepatite B).

## Desinfetantes de instrumentos
Como por exemplo os aldeídos, usados em estetoscópios e termómetros, o hipoclorito de sódio, usado só em material não oxidável, como as pinças e tesouras, ou o óxido de etileno, que em mistura com o Co² é usado em câmaras, esterilizando tudo o que seja sensível à temperatura (batas, toucas, material descartável,etc).

## Natureza química
Os antissépticos e desinfectantes podem também ser agrupados de acordo com a sua natureza química:
1. Fenol e compostos fenólicos: (ex. hexaclorofeno)
  - Eficaz contra Gram-positivos;
  - Pouco activo contra Gram-negativos;
  - Ineficaz na presença de sangue.
2. Halogéneos:
  - Derivados do cloro (hipoclorito de sódio) – actuam inibindo a actividade das proteínas celulares e a síntese de DNA;
  - Derivados do Iodo (iodopovidona, iodofor) – interagem com enzimas e proteínas inibindo-as por reacção de oxidação de grupos –SH e por ligação do iodo ao grupo –NH dos aminoácidos.
3. Sais metálicos:
  - Compostos mercuriais (mertiolato): combinam-se com –SH de enzimas e inibem a sua actividade;
  - Sais de prata (nitrato de prata);
  - Compostos de zinco (matam fungos);
  - Compostos de cobre (matam algas).
4. Oxidantes (peróxido de hidrogénio, permanganato de potássio):
  - Oxidam lípidos de membrana e DNA.
5. Álcoois (etanol):
  - Coagulam proteínas e lípidos de membrana.
6. Compostos de amónia quaternária (Cetrimina a 1%, Benzalcónio)
  - Inactivados pela presença de material orgânico.
7. Clorexidina:
  - Promove a desorganização estrutural e funcional da membrana citoplasmática.
8. Óxido de etileno:
  - Agente alquilante que inactiva enzimas e proteínas;
  - Usado em mistura não explosiva com CO2 ou com hidrocarbonetos halogenados.
9. Aldeídos (formaldeído (muito tóxico) e glutaraldeído):
  - Inactivação de proteínas e ácidos nucleicos.
10. Beta-propriolactona:
  - Possui características cancerígenas, mas os seus vapores são usados na esterilização.